# プリシラ・バーティー (第21代ウィラビー・デ・エアズビー女男爵)

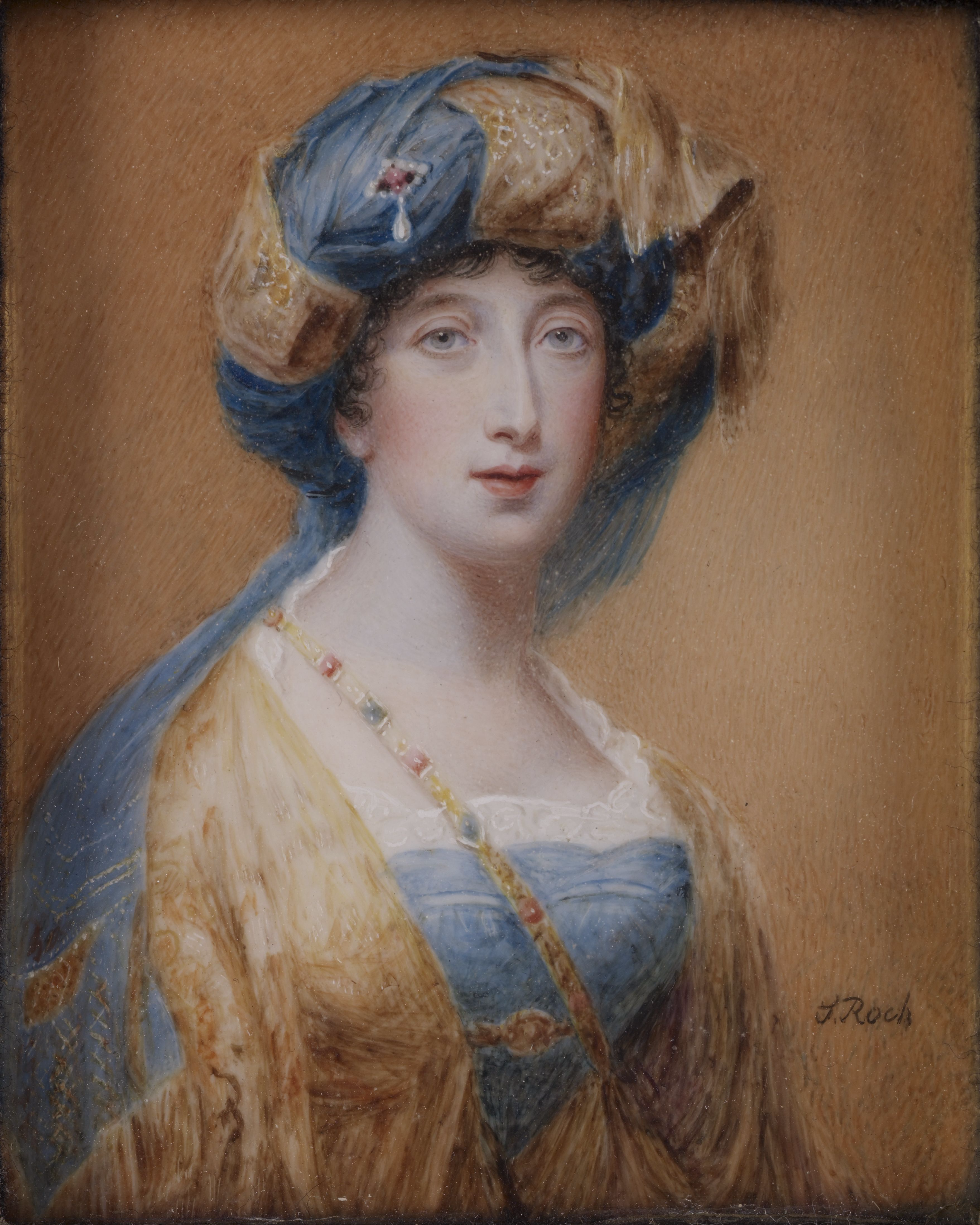
1810年代の第21代ウィラビー・デ・エアズビー女男爵

第21代ウィラビー・デ・エアズビー女男爵プリシラ・バーバラ・エリザベス・バーティー（英語: Priscilla Barbara Elizabeth Bertie, 21st Baroness Willoughby de Eresby、1761年2月16日 – 1828年12月29日）は、イギリスの貴族。

## 生涯
第3代アンカスター＝ケスティーヴァン公爵ペレグリン・バーティーとメアリー・パントンの長女として、1761年2月16日に生まれた。
1779年2月23日、ピーター・バレル（後の初代グウィディア男爵）と結婚、3男1女をもうけた。
- ピーター（英語版）（1782年 – 1865年） - 第22代ウィラビー・デ・エアズビー男爵、第2代グウィディア男爵
- リンジー・メリック・ピーター（Lindsey Merrick Peter、1786年6月20日 – 1848年1月1日） - 1807年7月13日、フランシス・ダニエル（Frances Daniell、ジェームズ・ダニエルの末娘）と結婚、第4代グウィディア男爵ピーター・バレル（英語版）をもうけた
- ウィリアム・ペレグリン・ピーター（William Peregrine Peter、1788年10月1日 – 1852年7月27日）
- エリザベス・ジュリア・ジョージアナ（Elizabeth Julia Georgiana、1879年4月30日没） - 1826年4月14日、第2代クレア伯爵ジョン・フィッツギボンと結婚

兄にあたる第4代アンカスター＝ケスティーヴァン公爵ロバート・バーティーが1779年7月8日に死去すると、ウィラビー・デ・エアズビー男爵の爵位はプリシラと妹ジョージアナの間で停止状態になり、1780年3月18日に男爵位がプリシラに帰属する形で解消された。一方、式部卿の継承権はジョージアナとの間で継承され、プリシラは継承権の半分を得て、以降長男ピーターを経てその子孫がさらに分割相続した。
1828年12月29日に死去、長男ピーターが爵位を継承した。